# Szent Jobb

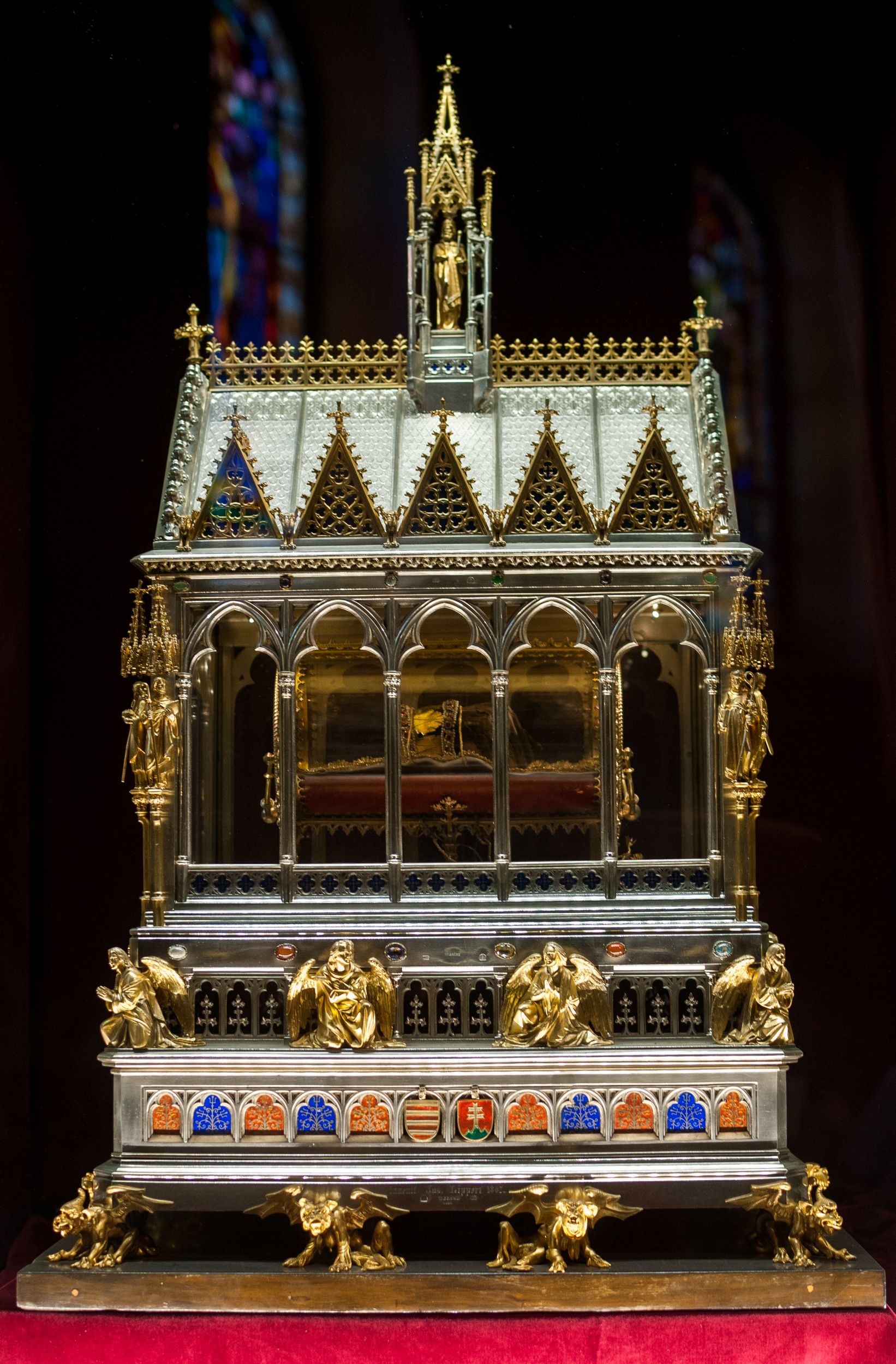
A Szent Jobb díszes ereklyetartójában

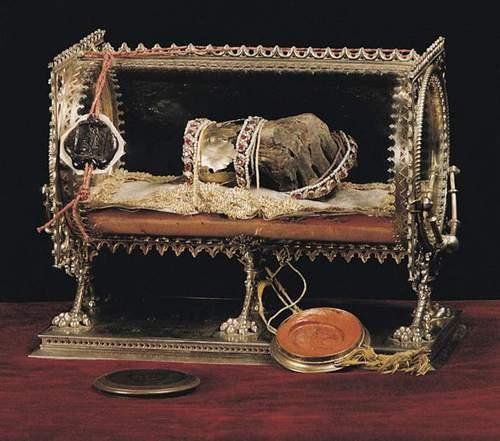
A Szent Jobb ezüstből és csiszolt üvegből készített neogótikus ereklyetartóban, amelyet Lippert József prímási főépítész tervei alapján 1862-ben Bécsben készítettek

A Szent Jobb magyar nemzeti és katolikus ereklye, amely feltételezhetően Szent István magyar király természetes úton mumifikálódott jobb keze. 1083. augusztus 20-án Székesfehérváron felbontották Szent István kősírját, amelyben a király földi maradványai „balzsamillatú” vízben úsztak. A katolikus legenda szerint Szent László magyar király az időközben ellopott ereklyét 1084. május 30-án (ez a nap a Szent Jobb megtalálásának emléknapja) szerezte vissza. A jobb kéz azonosítási jele István király gyűrűje volt, amely a kezet díszítette. Az ereklyét a budapesti Szent István-bazilikában lévő Szent Jobb-kápolnában őrzik. Tisztelete a magyar történelemben folyamatos, leginkább a Szent István-napi körmenetben nyilvánul meg.

## Története
A Szent István halálát követő trónviszály idején a fehérvári káptalan aggódott, hogy a holttestet megszentségtelenítik, ezért kiemelte a testet a Nagyboldogasszony-bazilika közepén álló márványszarkofágból, és a templom alatti sírkamrába rejtette. Ekkor választották le róla a mumifikálódott jobb kezet – mivel csodás erőt tulajdonítottak neki –, és a bazilika kincstárába vitték. Innen „egy bizonyos Mercurius nevű szerzetes, aki papi rendjében az Örök Szűz kincstárának őre volt”, eltulajdonította és elrejtette. Hartvik püspök 12. század elején keletkezett legendája a lopásról nem tesz említést. Szerinte a Szent Jobbot a szentté avatási eljárás során Szent László király emeltette ki a sírból, ahol 45 éve nyugodott. 1083-ban, mikor István király szentté avatási eljárása zajlott Fehérvárott, I. László hallott az ereklyéről, meglátogatta Mercuriust bihari birtokán, ahol az ereklyét őrizte, megbocsátott neki, és itt alapította az ereklye őrzésére a szentjobbi apátságot, melyről Szentjobb település (ma a romániai Partiumban) nevét kapta.
Évszázadokon át zarándokoltak a hívek a Szent Jobbhoz. A török hódoltság idején az ereklyét előbb Fehérvárra menekítették, majd Boszniába került, ahol keresztény kereskedők vásárolták meg drága pénzen, és 1590 körül a raguzai dominikánus kolostorba vitték. A Szent Jobb holléte Magyarországon kétszáz éven át ismeretlen volt, majd magyar főurak akadtak a nyomára véletlenül. Ők figyelmeztették I. Lipót császárt, majd Mária Terézia császárnét, akinek hosszú diplomáciai tárgyalások után sikerült visszaszereznie az ereklyét. 1771. április 16-án előbb Schönbrunnban, majd Budán helyeztette el június 21-én, ahol a Budavári Palota Zsigmond-kápolnájának prépostja (egyben udvari plébános) és az angolkisasszonyok zárdája főnöknőjének őrizetére bízta. A visszaszerzés emlékére pénzt is veretett. Mária Terézia ekkor rendelte el augusztus 20-ának, Szent István király szentté avatási napjának rendszeres megünneplését.
II. József császár parancsára az ereklye őrzéséről a többnyire cseh „vörös csillagos vitézek” gondoskodtak. 1865-től az Esztergom-Budapesti főegyházmegye, 1882 óta pedig a király által kinevezett budai királyi palota plébánosa őrizte. 1862-ben a magyar püspöki kar új ereklyetartót készíttetett. Az eredeti az Esztergomi bazilikában látható, most Szent Kőrösi Márk ereklyéit őrzi.
A Szent Jobbot 1900 és 1944 között ismét Budán, a Magyar Királyság szakrális központjává vált Zsigmond-kápolnában őrizték. 1818-tól az állami ünnepek rangjára emelkedett a minden év augusztus 20-án a Zsigmond-kápolna és a Nagyboldogasszony-templom (Mátyás-templom) közötti útvonalon megtartott körmenet.

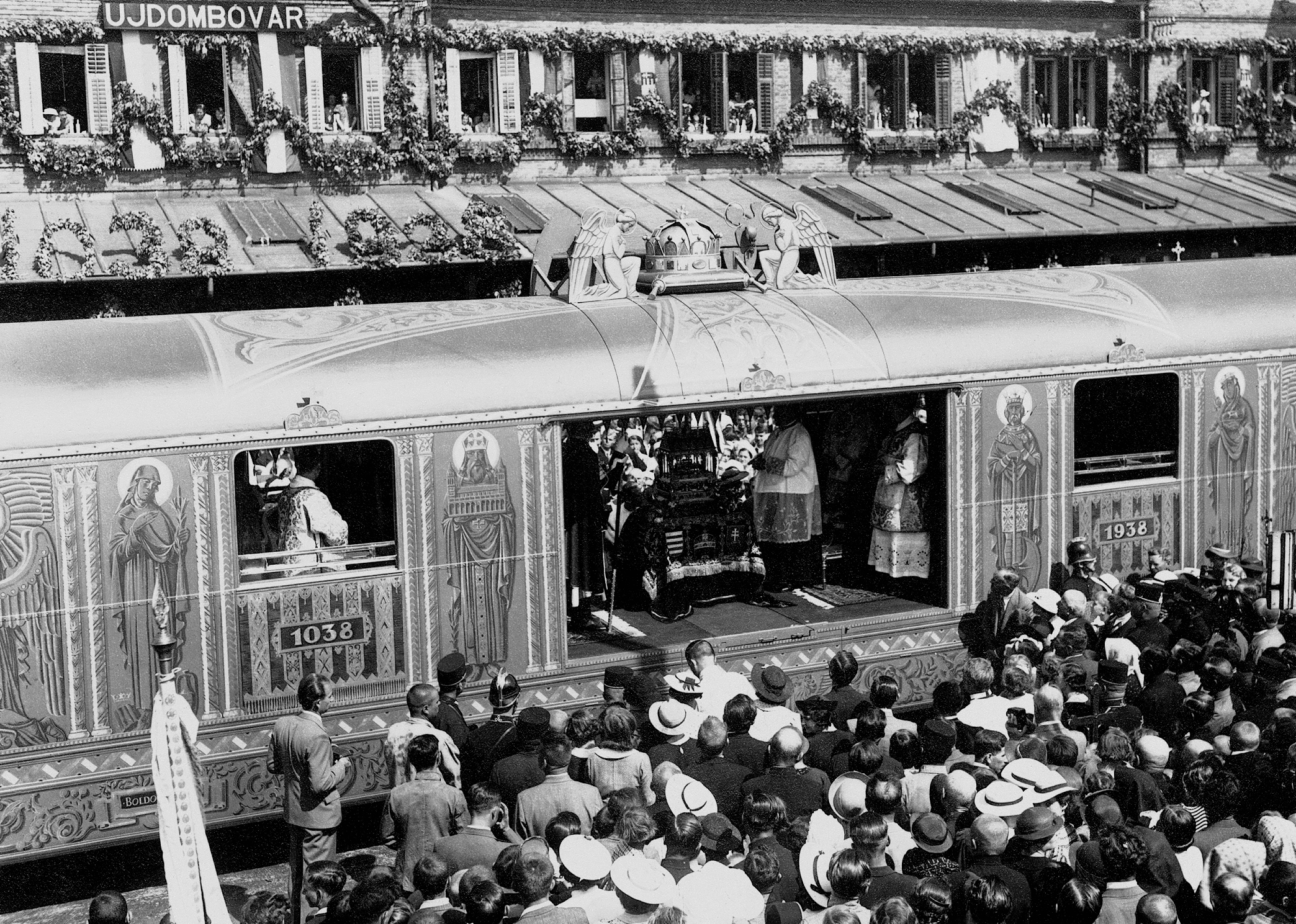
Az ereklyét 1938-ban körbehordozták az országban, a Szent Jobbot szállító különvonat egy állomáson

1938-ban, a Szent István halálának 900. évfordulójára rendezett szentévben megemlékezésként körbehordozták az országban, többek között Székesfehérvárra is elvitték, ahol rendkívül nagy ünnepségek közepette fogadták az ereklyét. Az ünnepségsorozatot május 30-án nyitották meg, közvetlenül az Eucharisztikus világkongresszus után. A Szent Jobbot egy különlegesen kialakított vonatkocsiban, megtervezett és jóváhagyott útiterv szerint az „Aranyvonat”-nak nevezett szerelvény vitte körbe vasúton az országban.
A második világháború alatt Pajtás Ernő ezredes vezetésével a Koronaőrség a Szent Jobbot a magyar koronázási jelvényekkel együtt egy salzburgi barlangban rejtette el. A jelvényeket később az amerikai hadseregnél helyezték biztonságba, akik Salzburg érsekének adták át megőrzésre. Magyarországra az Amerikai Katonai Misszió hozta vissza, és az 1945. augusztus 20-i körmeneten már körbehordozhatták. A Szent Jobbot 1950-ig, a rend feloszlatásáig a budapesti angolkisasszonyok zárdájában őrizték. A Rákosi-korszakban betiltották a körmenetet, és a Szent Jobbot a Szent István-bazilika páncélszekrényében rejtették el.
1987. augusztus 20-án Paskai László bíboros, esztergomi érsek szentelte fel a Szent Jobb-kápolnát a Szent István-bazilikában, és itt helyezték el az ereklyét. Szent István halálának 950. évfordulóján ismét körbehordozták az országban, eljutott az érseki és püspöki székhelyek többségére, valamint Pannonhalmára. 1989 óta ismét megrendezik az augusztus 20-i körmenetet.
A 2013-as Szent István-emlékév keretein belül a Szent Jobb ismét a Királyok Városába látogatott, ahol a püspöki palotától a Szent István-bazilikáig tartó körmenet után Spányi Antal székesfehérvári megyés püspök ünnepi szentmisét celebrált a bazilikában, ahol egész nap ezrek rótták le tiszteletüket az ereklye előtt. Majd több száz év után ismét az egykori királyi bazilika (Középkori Romkert) területén a Szent Jobbal és a fehérvári Szent István-hermával a középpontban a király sírja felett néhány méterrel szentmisét mutattak be Erdő Péter esztergom–budapesti érsek és Spányi Antal székesfehérvári püspök vezetésével.
|  | „A Szent Jobb nem vendégségbe érkezett, hanem hazaérkezett Székesfehérvárra.” |
|  | – Dr. Cser-Palkovics András, Székesfehérvár polgármestere                     |

### Elveszett és megtaláltatott
Szent ereklyénk viszontagságos történetében több ellentmondással is találkozhatunk. Az első lényeges esemény a kar megtalálása és ebből adódóan a természetes mumifikálódás lehetséges magyarázata.
A király hamvainak megtalálását két krónika is megörökíti. Az egyik Hartvik győri püspök 1116-ban keletkezett és a középkorban Szent István király hivatalosnak tekintett legendája, amely a király életrajzírásában arról tudósít, hogy annak szentté avatásakor, 1083. augusztus 20-án felbontották a kősírt, amelyben a király földi maradványai »balzsamillatú« vízben úsztak. A magas talajvíz a kőlapokból álló koporsót félig elborította, s hiába merték ki, újból megtelt vízzel. István király szétesett hamvait tiszta gyolcsba szedték össze és ezüstládában helyezték el, de nevezetes gyűrűjét, amellyel eltemették, hiába keresték a folyadékban.” A másik elbeszélést az első magyar nyomtatású könyv, az 1473-ban megjelent Pannónia Krónikája (Chronica Hungarorum) jegyezte fel: „István király jobbját valaki még a tetem felemeltetése előtt eltulajdonította, magyarán ellopta, és bihari birtokán rejtegette.”
Maga a koporsó színültig volt kissé vöröslő, szinte olajjal kevert vízzel; benne mint olvasztott balzsamban nyugodtak a drága csontok: ezeket a legtisztább gyolcsba gyűjtötték, s a gyűrűt, mely a boldog férfi jobb kezére volt húzva, a folyadékban sokáig keresték. Mivel ezt nem találták, némelyek elkezdték a király parancsára a vizet ezüstüstökbe és hordókba méregetni, hogy ha kiürítették a szarkofágot, bizonyosabban megtalálják a gyűrűt. De csodálatosképpen minél több folyadékot mertek, annál több áradt helyébe s töltötte meg a koporsót. Látva a csodát, a kimert vizet visszaöntötték a helyére, de a visszazúdítással sem telt meg jobban a koporsó.
Mindkét krónika további leírásai szerint István karmaradványát a kincstartó klerikus – Merkúr – Berettyó melletti birtokán álló családi monostorból vette vissza I. László király 1084. május 30-án (ez a nap a Szent Jobb megtalálásának emléknapja). A jobb minden kétséget kizáró azonosítási jele István király gyűrűje volt, ami e leválasztott kezet ékesítette.
A korabeli kódexképek és István király temetéséről szóló metszetek alapján a királyt nyitott tenyérrel és teste mellé kinyújtott karral temették el. Az alsó kar meghajlásának és a kézfej ökölbe szorulásának okát Szántó Konrád történész azzal magyarázza, hogy a „bazilika közepén elhelyezett szarkofág belső hőmérséklete az egyik nagyon forró, hosszú és száraz nyáron annyira megváltozott, hogy ennek hatására a meleg levegővel leginkább érintkező jobb karból igen gyorsan eltávozott minden nedvesség. A hirtelen kiszáradás a kar összehúzódását eredményezte. Az alsó kar könyöktől fogva meghajlott, a tenyér pedig ökölbe szorult.”
Györffy György – az egyik legtekintélyesebb István-kutató – véleménye szerint a „szent jobb épségben való fennmaradása csak a kettős eltemetés ismeretében indokolható. Amikor István királynak a szarkofágban elhelyezett és mumifikálódott tetemét az országos zűrzavarok idején kiemelték, hogy a bazilika padozata alá rejtsék, akkor következett be a jobb kar leválasztása.”

### Kar és kézfej

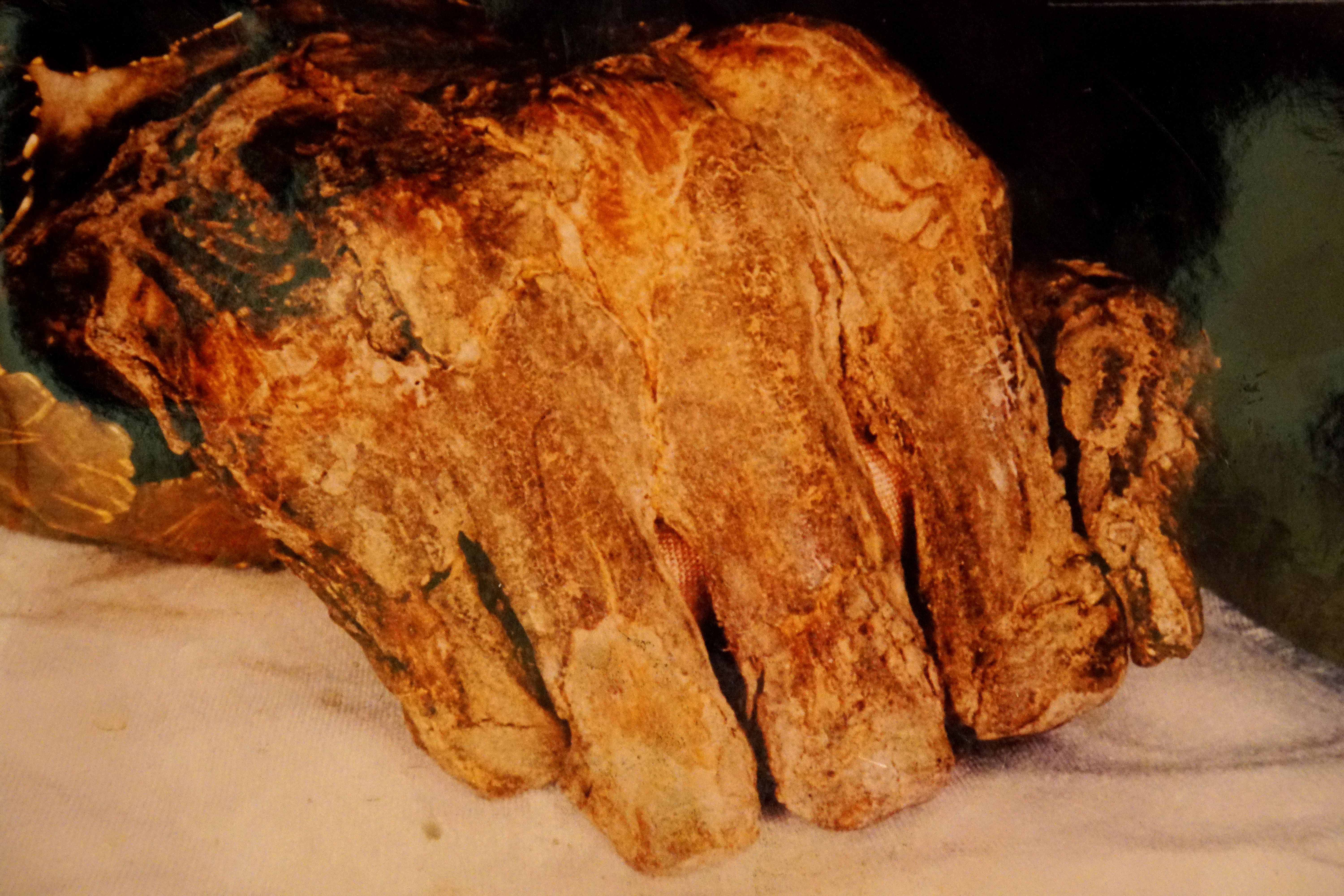
A Szent Jobbról készült fénykép

15. századi pecsétek alapján következtettek arra, hogy az eredeti ereklye az egész jobb kart magában foglalja a kézzel együtt.
A felső kar leválasztása és Lengyelországba vitele valószínűleg 1370-ben, Nagy Lajos uralkodásának idején, a lengyel–magyar perszonálunió megkötésekor, az unió szimbolikus megerősítése végett történt. A kar Lemberg (Lviv) városában való őrzéséről az ottani ferences hagyomány tudósít. Az ereklye részére 1634-ben II. János Kázmér lengyel király értékes arany tartót készíttetett.”
Hasonló okokból adományozta Zsigmond király az 1411-ben létrejött magyar–német perszonálunió megerősítésére  vagy 1421-ben Erzsébet nevű leányának V. Habsburg Alberttel kötött házasságának megpecsételéseként a hercegnek a kar alsó részét. Az ereklyéről a bécsi Szent István (első vértanúról elnevezett) dóm kincstárának 1457-es leltára tesz említést. Ma a bécsi Hofburg császári kincstárában (Schatzkammer) őrzik.

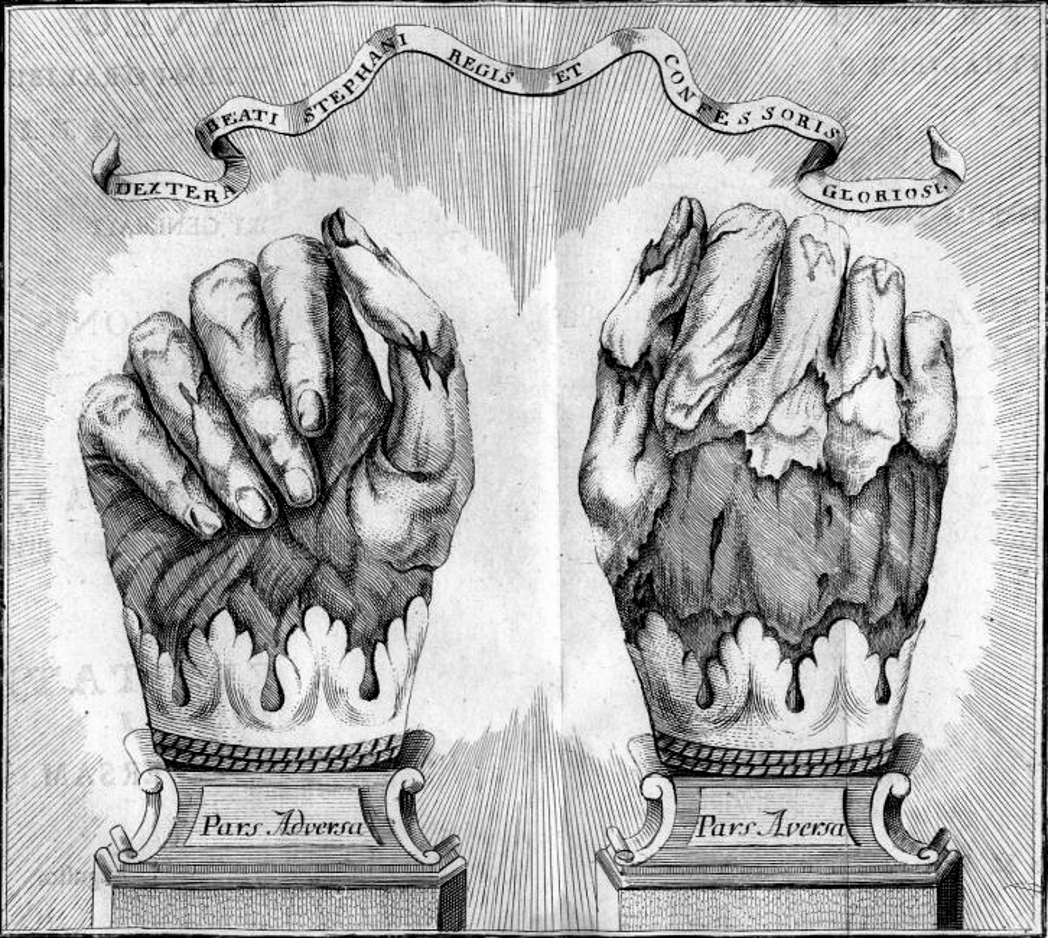
A Szent Jobbról készült metszet 1771-ből

Ez a Bécsben őrzött, díszes ereklyetartóba foglalt csont a Magyar Millennium alkalmából 2000. október elsejéig az esztergomi Keresztény Múzeumban volt megtekinthető. A kiállításról adott interjúban Éry Kinga antropológus így nyilatkozik: „Természetesen én is megtekintettem az esztergomi Keresztény Múzeum időszaki kiállításán az ereklyéket, és engem is meglepett, hogy a bécsi ereklyetartóban, amelyre az van ráírva, hogy a szent király karcsontja, egy jobb alsó lábszárcsont van. […] Köztudott, hogy Szent István csontvázát szentté avatása után kiemelték a sírjából. Oltárra emelték, és ereklyéket készítettek belőle. Ezek közül többet is ismerünk, a legalaposabban a Szent Jobbot. Sem ennek, sem a többi Szent István-ereklyének nem lehet kétségbe vonni a vallási hitelességét, de tudományos vizsgálatot igényelne, hogy összetartoznak-e vagy sem. A székesfehérvári Szent István-bazilikában őrzött koponyatető-darab hitelességében mindenesetre nincs okunk kételkedni.”
Györffy György szerint a „pecséten ábrázolt ereklyeképnek nagy fontosságot nem tulajdoníthatunk, mert a mai szent jobb kicsiny ábrázolásban nem is volna felismerhető, s a pecsétre olyan képet kellett faragni, amire az olvasni nem tudó ember is ráismer.” Véleménye szerint a „mohácsi vésszel köszönt be a szent jobb történetének »igazolatlan« korszaka.” 1541-ben a törökök elfoglalták Székesfehérvárt, majd „szabad rablás kezdődött”. Az ereklyének ettől kezdve nyoma veszett.
Egyesek szerint még a tatárok elől menekülő IV. Béla király vitte magával Dalmáciába, és azóta ott őrizték. A másik – elfogadottabb – változat szerint a török uralom alatt Boszniába került, és más ereklyékkel együtt, kereskedők révén jutott a dalmát tengerparti kikötő- és kereskedővárosba, Raguzába.
47 évvel később, 1590-ben Raguzában (a mai Dubrovnik) a Domonkos-rendi szerzetesek egy jobbkézfej-ereklyét vásároltak, amely számára ezüst ereklyetartót készítettek és 1618-ban Szent István jobbjaként leltárba vettek. Az azonosítás körülményeiről semmit sem lehet tudni.
„A Szent Jobb történetében ez a fél évszázad homályos ugyan, de a XV. század folyamán szintén Fehérvárott őrzött koponyaereklye ugyancsak Raguzában bukkant fel, és ez az együttes megjelenés áttételesen világot vet arra, hogy Raguza városában 1590-től Szent István hiteles Jobbját tisztelték a városköztársaság kereskedő polgárai meg az ide vetődött magyarok.”
Hosszadalmas diplomáciai tárgyalások után a Domonkos-rendtől vásárolta vissza Mária Terézia királynő a koponyaereklyét 1769-ben és a Szent Jobbot 1771. április 16-án. A kézereklyét először Bécsbe, majd június 21-én ceremoniális pompával Budára szállították.

### …hol a gyűrű?
Györffy György szerint, aki az egyik legtekintélyesebb Szent István-kutató, a „szent jobb épségben való fennmaradása csak a kettős eltemetés ismeretében indokolható”.
„Az ereklye hitelességével szemben igen erőteljes kétségek merülnek fel: az ökölbe szorított puszta kézfej minden azonosításra szolgáló, hitelesítő jel nélkül került a szerzetesek birtokába, török kereskedőktől történt vásárlás útján. (Egyes kutatók szerint az akkoriban török uralom alatt álló Egyiptomból származó múmiadarab lehet.) Kérdés az is, hogy miként rövidült a Mohácsig következetesen teljes jobb karként emlegetett ereklye kézfejjé. A legnyomósabb érv az ereklye hitelességével szemben, hogy hiányzik róla az a nevezetes gyűrű, amely alapján a Hartvik-féle leírás szerint már László korában is azonosították. Csaknem bizonyosan állítható az is, hogy e kézfejen soha nem is volt ilyen gyűrű: az ökölbe szorított ujjak kizárják ezt a lehetőséget. Semmi sérülés nincs rajtuk, ami a gyűrű esetleges eltávolítására utalna.”
„A szentjobbot 1971-ben alkalmam volt közelről megszemlélni. Kerestem rajta a gyűrű nyomát, de csupán a hüvelykujjon észlelhető külsérelmi nyom, amelyet esetleg gyűrű lehúzásából lehetne magyarázni. Noha ritkán hüvelykujjon is viseltek gyűrűt, nem tudjuk, hogy melyik ujján viselte István király, az meg éppenséggel valószínű, hogy előbb-utóbb levették az ujjról az ereklyévé vált gyűrűt, talán már László király idejében.” „Ha felmerül az ereklye hitelességének a kérdése, általában elmondhatjuk, hogy írott adatok alapján” – tisztán történeti módszerrel – „az ereklyék azonossága teljes bizonyossággal nem állapítható meg” – írta Györffy György történész.

### A Szent Jobb vizsgálatai
Szent István ábrázolásaiban az ájtatos istenhívőt, a szinte erőtlen hithirdetőt hangsúlyozzák, pedig hinnünk kell egy későbbi forrásnak, amely azt írja róla, hogy alacsony volt, hirtelen haragú, de igazságos. Testéből csak a Szent Jobb maradt meg. Erről egy mongol akadémikussal folytatott eszmecsere idéződik vissza bennem. Mondtam: érdekes, hogy Árpád magyarjainak szablyáinak markolata olyan rövid, s hogy markolatgombjuk majdnem elvész a tenyerünkben. Ez természetes, volt a válasz, mert a földmíves népeknek szétterül a tenyere, a lovas népeké pedig karcsú, inas, kecsesebb, mint a földmíveseké. Nos, István királyunk jobbja nem csupán imára kulcsolódott, hanem szablyát is forgatott. A Szent Jobb alacsony termetű, szívós izmú ember keze, olyané, mint Árpád népének férfiai voltak. Úgy látszik, István királyt teteme megmerevedésében temették el. Ökölbe szorított keze haláltusájának, másrészt ellentmondást nem tűrő fenséges jellemének emléke.

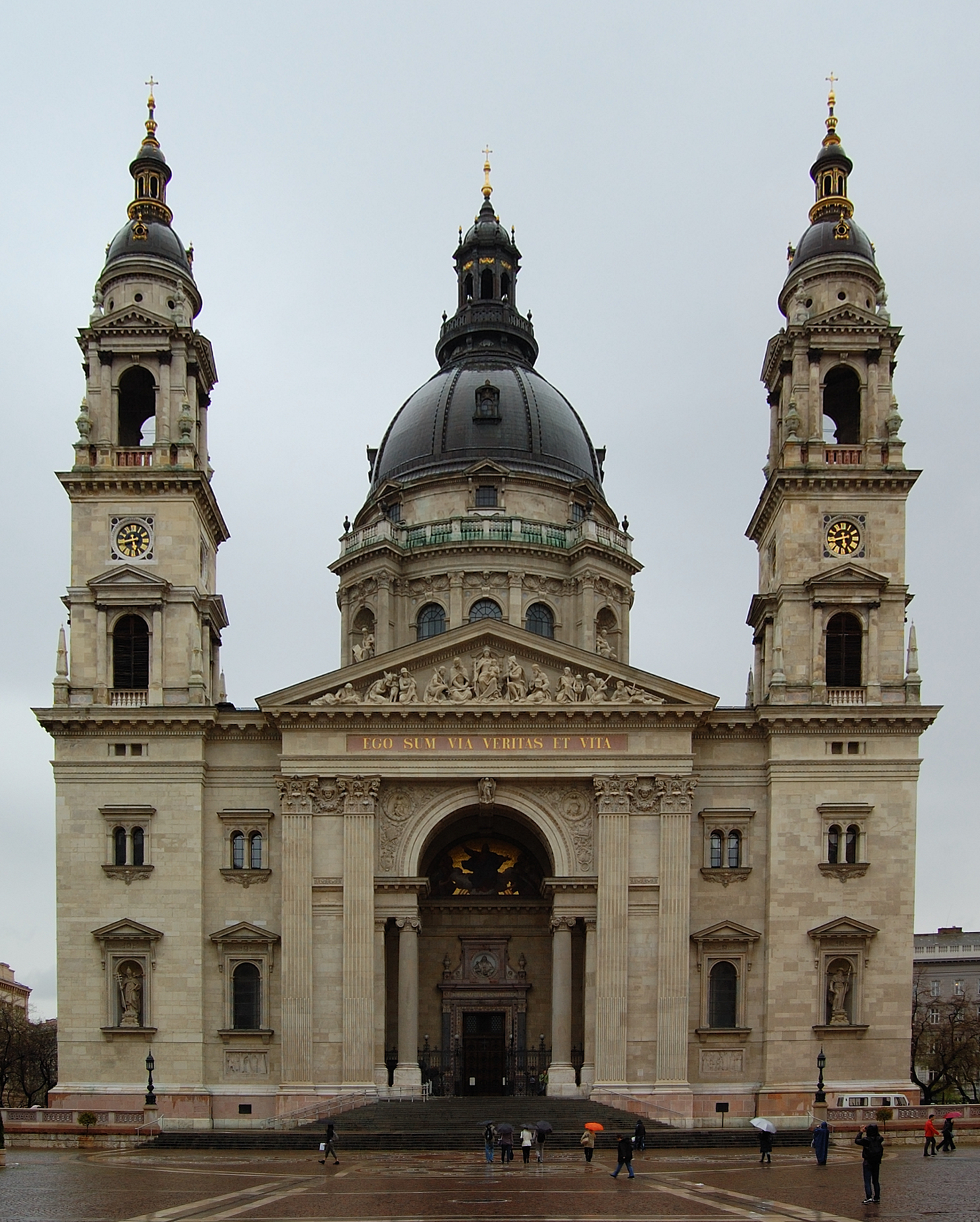
Ma a Szent István-bazilika ad otthont a Szent Jobbnak

A nemzet ereklyéjét napjainkig három tudós bizottság vizsgálta.
„A mumifikálódás kérdéséről Bochkor Ádám orvos írt először, aki 1951-ben megbízást kapott, hogy megvizsgálja a jobbot. Állítása szerint az 1038-tól az áthelyezésig eltelt 45 év elegendő idő volt István király holttestének teljes felbomlásához. A jobb épségét valószínűleg annak köszönheti, hogy a kéz volt a hanyatt fekvő halott legmagasabban lévő testrésze, és a meleg levegőben mumifikálódhatott.”
„1988-ban, Szentágothai János anatómusprofesszor és Nemeskéri János antropológus közreműködésével egy huszonötszörös nagyítású preparálómikroszkópot használva” újra vizsgálták az ereklyét.
1999-ben Réthelyi Miklós egyetemi tanár vezetésével röntgen- és endoszkópos vizsgálat is készült a Szent Jobbról, amely vizsgálat után a szakértőkben „a genetikai vizsgálatok elvégzésének a gondolata is felmerült, de mintavétel nem történt. Mind az 1988-as, mind az 1999-es vizsgálat megállapította, hogy a maradványok kora egybeesik Szent Istvánéval. Amit biztosan tudni lehet: „a közepesnél valamivel kisebb férfikéz a körülményekhez képest igen jól megtartott múmiája”. A röntgenvizsgálatok Kristóf Lilla Alida tanulmánya szerint azt mutatják, hogy a balzsamozás valószínűleg a halált követően megtörtént, és feltehetően az egész holttestet érintette. Szentágothai rögzítette, hogy a kézen nem lehetett gyűrű, ugyanis fémtől eredő elszíneződést kutatása nem talált (a hüvelykujj sérüléséről, azon esetleges gyűrűviselésről nem tesz említést).